# جيمس توباك
جيمس توباك (بالإنجليزية: James Toback)‏ (و. 1944 – م) هو مخرج سينمائي، وكاتب سيناريو من الولايات المتحدة الأمريكية . ولد في مدينة نيويورك .

## التعليم
تعلم في جامعة هارفارد

## روابط خارجية
- جيمس توباك على موقع IMDb (الإنجليزية)
- جيمس توباك على موقع قاعدة بيانات الأفلام العربية
- جيمس توباك على موقع ألو سيني (الفرنسية)
- جيمس توباك على موقع أول موفي (الإنجليزية)
- جيمس توباك على موقع قاعدة بيانات الأفلام السويدية (السويدية)
- جيمس توباك على موقع إن إن دي بي (الإنجليزية)
- جيمس توباك على موقع قاعدة بيانات الفيلم (الإنجليزية)
- جيمس توباك على موقع كينوبويسك (الروسية)